# Klášter San Millán de Suso
San Millán de Suso je klášter, který se nachází u španělské obce San Millán de la Cogolla v autonomním společenství La Rioja. Jeho počátky sahají do 6. století a dnes je významnou španělskou památkou.
Pro svou kulturní hodnotu byla stavba spolu s nedalekým klášterem San Millán de Yuso v roce 1997 zapsána mezi památky světového dědictví.